# Astralia
Astralia (El 24o album de música psicotrónica de Michel Huygen/Neuronium) is een studioalbum van Michel Huygen. Het betekende opnieuw een samenwerking met parapsycholoog Fernando Jiménez Del Oso. Het album heeft als doel te werken als een medicijn tegen stress of zoals Huygen het zelf vermeldt:
- Symptomen: bij alle soort stress, angst, spanningen en andere moderne kwaaltjes
- Dosering: onbeperkt
- Geen bijwerkingen geconstateerd
- Gebruik: voor het beste resultaat moet je je geheel afsluiten van de buitenwereld, het liefst bij gedimd licht, maar liever nog in duisternis. Alhoewel het verslavend kan werken Er is geen gevaar bij het abrupt beëindigen van het afspelen van deze cd.

Muziek en teksten moeten de luisteraar ontspannen en in rust naar verre werelden brengen ofwel van leven naar dood
Opnamen vonden plaats in Huygens Oniriastudio (vernoemd naar album Oniria) in Sant Quirze Park, Barcelona. 

## Musici
Michel Huygen speelt alle instrumenten. Teksten en stem zijn van Fernando Jiménez Del Oso. Het album bevat mystieke teksten.

## Muziek
| Nr. | Titel                            | Duur  |
| --- | -------------------------------- | ----- |
| 1.  | Regresión temporal (Huygen)      | 14:45 |
| 2.  | Keops (Huygen)                   | 4:14  |
| 3.  | El faraón triste (Huygen)        | 4:11  |
| 4.  | El vuelo de Horus; (Huygen)      | 2:36  |
| 5.  | Bivium; (Huygen)                 | 2:28  |
| 6.  | Aster illuminatus (Huygen)       | 3;13  |
| 7.  | Madrid oculto (Huygen)           | 9:37  |
| 8.  | Spectrum Aeris (Huygen)          | 1:40  |
| 9.  | Astralasia (Huygen)              | 24:56 |
| 10. | Astralasia (radio-edit) (Huygen) | 3:01  |